# Cynthia Elizabeth Ngono
Cynthia Elisabeth Ngono, née le 18 septembre 1994, est une scénariste, actrice, réalisatrice et ⁣⁣productrice⁣⁣ camerounaise. Elle a été sacrée trois fois meilleure actrice au festival Écrans noirs.

## Biographie
Cynthia Elisabeth Ngono est née le 18 septembre 1994 au Cameroun. Elle fait ses débuts dans le cinéma en 2014 dans le film Ntah-napi, la petite Bamoun de Sergio Marcello et Stéphane Ousmane. En 2017, on la retrouve dans le film Le Cœur d’Adzai réalisé par Stéphane Jung, Sergio Marcello,. Sa performance  dans ses deux deux longs métrages lui permettent de remporter le prix de la meilleure actrice féminine au festival cinématographique international Écrans noirs en 2014 et en 2017,.
En 2017, elle écrit le scénario de la Saison 1 de la web-série Pakgne de Muriel Blanche et Marcelle Kuetche.
En 2019, elle réalise le film Trauma dans lequel elle est l'actrice principale. Avec ce film, elle remporte les prix de Meilleure actrice camerounaise et de Meilleur long métrage à la 23e édition des Écrans Noirs.
Elle écrit le scénario des saisons 1 et 2 de la série camerounaise à succès Madame... Monsieur réalisée par Ebenezer Kepombia,.
En 2020, elle est à la tête de la maison de production Black Films et de Temporel, société de production de contenus cinématographiques  et de formation d'acteurs à travers laquelle elle déniche et forme des acteurs. Quelques acteurs sortis de son écurie sont Daniel Nsang et Julie Samantha Edima.

## Filmographie

### Actrice
- 2014 : Ntah-napi, la petite femme Bamoun co-réalisé par le Sergio Marcello et Stéphane Ousmane[12]
- 2016 : Hunted de Simon William Kum et Sergio Marcello[13],[14]
- 2017 : Le cœur d’Adzaï, co-réalisé par Stéphane Jung et Sergio Marcello[15]
- 2023: La famille Nguekap [16]
- 2018 : Le Prix Du péché [17]
- 2018: Coincé [18]
- 2018 : Fantasma [19]
- 2019 : Trauma [20]
- 2019 : Échec et mat [21]
- 2020: Ntah'Napi [22]

### Scénariste
- 2017 : Pakgne saison 1
- 2018 : Fantasma [19]
- 2019 : Trauma [20]
- 2020 : Madame Monsieur, Saison 1 [23]
- 2021 : Madame Monsieur, Saison 2 [23]
- 2021 : Boomerang

## Prix et distinctions
- 2014 : meilleure interprète féminine aux Écrans Noirs
- 2017 : meilleure interprète féminine aux Écrans Noirs
- 2019 : meilleure interprète féminine aux Écrans Noirs
- 2019 : meilleur long métrage camerounais pour son film Trauma